# Бердиева, Амангуль
Амангуль Бердиева (урожд. Дурдыева; род. 1 ноября 1987) — туркменская шашистка, международный гроссмейстер, чемпионка мира по английским шашкам (чекерсу) в классической версии GAYP (Go As You Please) и с жеребьёвкой трёх первых ходов (3-Move).

## Биография
Амангуль Дурдыева выросла в семье, все члены которой увлекались шашками. Отец Амангуль, Ходжадурды — неоднократный чемпион Туркменистана, заслуженный тренер Туркменистана, основатель собственной шашечной школы, мать, Гульнабат — также заслуженный тренер Туркменистана. Все пять братьев Амангуль успешно выступают в национальных и международных шашечных соревнованиях. Мустафа, Бахтияр и Бяшим Дурдыевы имеют звания международного гроссмейстера по чекерсу, Мустафа — председатель Национального центра шашек и призёр наиболее престижного международного турнира по чекерсу — Открытого чемпионата Ирландии, Бахтияр — неоднократный призёр претендентских турниров и Открытого чемпионата Ирландии. Младший брат Бяшим в 12 лет стал победителем Открытого чемпионата Ирландии в среднем классе, побив рекорд экс-чемпионки мира Патрисии Брин, а в 2012 году завоевал бронзовую медаль в соревнованиях по чекерсу на Интеллиаде в Лилле, опередив многократного чемпиона мира в классической версии Рона Кинга. Максат, самый младший в семье, — чемпион и призёр юниорских чемпионатов мира по чекерсу.
Сама Амангуль начала играть в шашки ещё в дошкольном возрасте. В 11 лет она выполнила норму кандидата в мастера спорта, а в 14 сыграла в чемпионате мира по международным шашкам среди юношей в Минске, где была единственной девушкой-участницей; выиграв две партии и сделав пять «ничьих» при двух поражениях, Амангуль показала лучший результат среди участников из азиатских стран, только 3 очка уступив бронзовому призёру Сергею Белошееву.
В дальнейшем Амангуль сконцентрировала своё внимание на чекерсе, где и добилась основных успехов в карьере. В 2005 году она выиграла женский турнир в классической версии (GAYP — Go As You Please) в Праге, убедительно переиграв новозеландку Джен Мортимер — бывшую вице-чемпионку мира в версии с жеребьёвкой трёх первых ходов (3-Move). Турнир носил статус первого чемпионата мира по версии GAYP, и таким образом Дурдыева стала первой чемпионкой мира по этой версии. В 2007 году Амангуль, на тот момент студентка Балканабадского филиала Туркменского политехнического института, встретилась в матче за мировое первенство по версии с жеребьёвкой трёх ходов с Патрисией Брин из Ирландии, удерживавшей это звание с 1993 года. В матче из 20 двойных партий претендентка одержала досрочную победу со счётом 22:10, став, таким образом, абсолютной чемпионкой мира, удерживающей корону одновременно в двух версиях игры.
В 2011 году Амангуль вышла замуж, после чего выступает под фамилией мужа — Бердиева. В августе того же года она отстояла своё звание чемпионки мира по версии с жеребьёвкой ходов, разгромив другую туркменскую шашистку — Хурмагуль Тоеву со счётом +9=3-1 и досрочно закончив матч, рассчитанный на 20 двойных партий. Ещё несколько запланированных матчей на мировое первенство были отменены: так, в 2008 году матч на звание чемпионки мира по версии GAYP с Джен Мортимер не состоялся из-за отсутствия спонсорских предложений, а в 2009 году от матча за мировое первенство по этой же версии отказались сначала победительница турнира претенденток Уилма Уолвертон, а затем и занявшая в нём второе место Джоан Кос. Не состоялся и запланированный на декабрь 2012 года матч по версии GAYP с итальянкой Эрикой Россо.
В 2012 году звание чемпионки мира по версии с жеребьёвкой трёх ходов разыгрывалось в рамках Всемирных интеллектуальных игр в Лилле. Неожиданно проиграв по ходу турнира 3:1 Эрике Россо, Амангуль Бердиева так и не смогла догнать ушедшую вперёд украинку Надежду Чижевскую, удовольствовавшись серебряной медалью. Для Чижевской, многократного призёра чемпионатов Украины по русским шашкам, этот турнир стал дебютом в чекерсе. На следующий год Бердиева даже не появилась на турнире на чемпионское звание по версии GAYP на Барбадосе, который также в итоге выиграла Чижевская.
В 2015 году на турнире в Уэльсе Амангуль Бердиева вернула звание чемпионки мира по версии GAYP, при равенстве очков опередив Чижевскую по дополнительным показателям, а в турнире в 2016 году снова стала чемпионкой по версии с жеребьёвкой трёх ходов.